# Partit Feixista Albanès
El Partit Feixista Albanès (PFA; en albanès: Partia Fashiste Shqiptare o PFSh) va ser una organització feixista activa durant la Segona Guerra Mundial que va tenir el poder nominal a Albània des de 1939, quan el país va ser envaït per Itàlia, fins al 1943, quan Itàlia va capitular davant els Aliats. Després, Albània va caure sota l'ocupació alemanya, i el PFA va ser substituït per la Guàrdia de la Gran Albània.

## Història

### Establiment
El 25 de març de 1939, el dictador italià Benito Mussolini va donar al rei albanès Zog I un ultimàtum que exigia l'acceptació d'un protectorat militar italià sobre Albània. Quan Zog es va negar a acceptar, els italians van envair el 7 d'abril i el van deposar. Posteriorment, Zog va fugir del país. Després, els italians van restablir l'estat albanès com a protectorat del Regne d'Itàlia.
L'11 d'abril, el ministre d'Afers Exteriors italià, Galeazzo Ciano, va organitzar que un grup de coneguts albanesos «demanés» la formació del Partit Feixista Albanès. A finals d'abril, el govern d'Itàlia va aprovar-ne creació. El 23 d'abril, Achille Starace, el secretari del Partit Nacional Feixista (en italià: Partito Nazionale Fascista o PNF), acompanyats de dos vaixells de guerra Regia Marina, van arribar a Albània per anunciar oficialment l'establiment del PFA, que es va fundar el 2 de juny. No obstant això, no va rebre la seva constitució fins al 6 de juny, i no es va presentar amb una direcció organitzada i un consell central fins al març de 1940.

### Domini italià
El PFA va promulgar lleis que impedien que els jueus albanesos s'incorporessin i els excloïen de professions com l'educació. Compost per albanesos i italians ètnics residents a Albània, el partit existia com a branca del PNF, i els membres havien de prestar un jurament de lleialtat a Mussolini. Tots els albanesos que servien als ocupants italians estaven obligats a unir-s'hi, i es va convertir en l'únic partit polític legal del país.

## Llista de ministres
Ministres secretaris del Partit Feixista Albanès
- Tefik Mborja (1939–1941)
- Jup Kazazi (1941–1943)
- Kol Bib Mirakaj (1943)

Ministres secretaris de la Guàrdia de la Gran Albània
- Maliq Bushati (1943)
- Ekrem Libohova (1943)